# Filodendron
Filodendron (lat. Philodendron),  rod otrovnog bilja iz porodice  kozlačevki smješten u tribus Philodendreae, dio je potporodice Aroideae. raširen je po tropskoj Americi i Karibima
Na popisu je preko 580 vrsta (584, plus jedan hibrid).

## Vrste
1. Philodendron acreanum K.Krause
2. Philodendron acuminatissimum Engl.
3. Philodendron acutatum Schott
4. Philodendron acutifolium K.Krause
5. Philodendron adhatodifolium Schott
6. Philodendron advena Schott
7. Philodendron aemulum Schott
8. Philodendron alanbrantii Croat
9. Philodendron alatisulcatum Croat
10. Philodendron alatiundulatum Croat
11. Philodendron alatum Poepp. & Endl.
12. Philodendron albisuccus Croat
13. Philodendron alliodorum Croat & Grayum
14. Philodendron alonsoae Croat
15. Philodendron alternans Schott
16. Philodendron alticola Croat & Grayum
17. Philodendron altomacaense Nadruz & Mayo
18. Philodendron amargalense Croat & M.M.Mora
19. Philodendron ampamii Croat
20. Philodendron amplisinum G.S.Bunting
21. Philodendron ampullaceum G.S.Bunting
22. Philodendron anaadu G.S.Bunting
23. Philodendron ancuashii Croat
24. Philodendron angosturense Croat
25. Philodendron angustialatum Engl.
26. Philodendron angustilobum Croat & Grayum
27. Philodendron angustisectum Engl.
28. Philodendron anisotomum Schott
29. Philodendron annulatum Croat
30. Philodendron anthracyne Croat
31. Philodendron antonioanum Croat
32. Philodendron apaporense Croat
33. Philodendron apiculatum Croat & M.M.Mora
34. Philodendron appendiculatum Nadruz & Mayo
35. Philodendron applanatum G.M.Barroso
36. Philodendron appunii G.S.Bunting
37. Philodendron arbelaezii Croat & F.Cardona
38. Philodendron aristeguietae G.S.Bunting
39. Philodendron aromaticum Croat & Grayum
40. Philodendron asplundii Croat & M.L.Soares
41. Philodendron atabapoense G.S.Bunting
42. Philodendron atratum Croat
43. Philodendron attenuatum Croat
44. Philodendron aurantiifolium Schott
45. Philodendron aurantispadix Croat
46. Philodendron aureimarginatum Croat
47. Philodendron auriculatum Standl. & L.O.Williams
48. Philodendron auritum Lindl.
49. Philodendron auyantepuiense Bunting
50. Philodendron avenium Grayum & Croat
51. Philodendron ayangannense Croat
52. Philodendron azulitense Croat
53. Philodendron bahiense Engl.
54. Philodendron bakeri Croat & Grayum
55. Philodendron balaoanum Engl.
56. Philodendron barbourii Croat
57. Philodendron barrosoanum Bunting
58. Philodendron basii Matuda
59. Philodendron basivaginatum K.Krause
60. Philodendron baudoense Croat & D.C.Bay
61. Philodendron bayae Croat
62. Philodendron beniteziae Croat
63. Philodendron bernardoi Croat
64. Philodendron bernardopazii E.G.Gonç.
65. Philodendron bethoweniae Croat
66. Philodendron bicolor Croat, Scherber., M.M.Mora & G.Ferry
67. Philodendron billietiae Croat
68. Philodendron bipennifolium Schott
69. Philodendron biribiriense Sakur. & Mayo
70. Philodendron blanchetianum Schott
71. Philodendron bogotense Engl.
72. Philodendron bomboizense Croat & Cerón
73. Philodendron bonifaziae Croat
74. Philodendron borgesii G.S.Bunting
75. Philodendron brandii Grayum
76. Philodendron brandtianum K.Krause
77. Philodendron brantii Croat
78. Philodendron breedlovei Croat
79. Philodendron brenesii Standl.
80. Philodendron brent-berlinii Croat
81. Philodendron brevispathum Schott
82. Philodendron brewsterense Croat
83. Philodendron brunneicaule Croat & Grayum
84. Philodendron bucayense Croat
85. Philodendron buntingianum Croat
86. Philodendron burgeri Grayum
87. Philodendron burle-marxii G.M.Barroso
88. Philodendron calatheifolium G.S.Bunting
89. Philodendron callosum K.Krause
90. Philodendron camarae Croat
91. Philodendron campii Croat
92. Philodendron camposportoanum G.M.Barroso
93. Philodendron canaimae G.S.Bunting
94. Philodendron candamoense Croat
95. Philodendron canicaule Croat & D.C.Bay
96. Philodendron cannifolium Mart.
97. Philodendron caracaraiense Croat
98. Philodendron carajasense E.G.Gonç. & A.J.Arruda
99. Philodendron caranoense Croat, Edwin Trujillo & Marco Correa
100. Philodendron cardonii Croat
101. Philodendron cardosoi E.G.Gonç.
102. Philodendron carinatum E.G.Gonç.
103. Philodendron cataniapoense G.S.Bunting
104. Philodendron caudatum K.Krause
105. Philodendron cerrojefense M.M.Mora & Croat
106. Philodendron chepiganense O.Ortiz, Croat & Rodr.-Reyes
107. Philodendron chimantae G.S.Bunting
108. Philodendron chimboanum Engl.
109. Philodendron chinchamayense Engl.
110. Philodendron chiriquense Croat
111. Philodendron chirripoense Croat & Grayum
112. Philodendron chrysocarpum Croat & D.C.Bay
113. Philodendron cipoense Sakur. & Mayo
114. Philodendron clarkei Croat
115. Philodendron clewellii Croat
116. Philodendron coibense Croat & O.Ortiz
117. Philodendron colombianum R.E.Schult.
118. Philodendron coloradense Croat
119. Philodendron condorcanquense Croat
120. Philodendron conforme G.S.Bunting
121. Philodendron consanguineum Schott
122. Philodendron consobrinum G.S.Bunting
123. Philodendron copense Croat
124. Philodendron cordatum (Vell.) Kunth
125. Philodendron coriaceum Croat & D.C.Bay
126. Philodendron correae Croat
127. Philodendron cotapatense Croat & Acebey
128. Philodendron cotobrusense Croat & Grayum
129. Philodendron cotonense Croat & Grayum
130. Philodendron craspedodromum R.E.Schult.
131. Philodendron crassinervium Lindl.
132. Philodendron crassispathum Croat & Grayum
133. Philodendron crassum Rendle
134. Philodendron cremersii Croat & Grayum
135. Philodendron cretosum Croat & Grayum
136. Philodendron croatii Grayum
137. Philodendron cruentospathum Madison
138. Philodendron cruentum Poepp.
139. Philodendron cuangosense Croat
140. Philodendron cuneatum Engl.
141. Philodendron curvilobum Schott
142. Philodendron curvipetiolatum Croat
143. Philodendron daguense Linden & André
144. Philodendron daniellii Croat & Oberle
145. Philodendron danteanum G.S.Bunting
146. Philodendron darienense O.Ortiz, Croat & Rodr.-Reyes
147. Philodendron davidneillii Croat
148. Philodendron davidsei G.S.Bunting
149. Philodendron davidsonii Croat
150. Philodendron deflexum Poepp. ex Schott
151. Philodendron delannayi Croat
152. Philodendron delascioi G.S.Bunting
153. Philodendron delgadoae Croat & Delannay
154. Philodendron delinksii Croat & Köster
155. Philodendron deltoideum Poepp. & Endl.
156. Philodendron densivenium Engl.
157. Philodendron devansayeanum Linden
158. Philodendron devianum Croat
159. Philodendron dioscoreoides Gleason
160. Philodendron discretivenium Croat & D.C.Bay
161. Philodendron distantilobum K.Krause
162. Philodendron divaricatum K.Krause
163. Philodendron dodsonii Croat & Grayum
164. Philodendron dolichophyllum Croat
165. Philodendron dominicalense Croat & Grayum
166. Philodendron dressleri Bunting
167. Philodendron dryanderae Croat & D.C.Bay
168. Philodendron duckei Croat & Grayum
169. Philodendron dunstervilleorum G.S.Bunting
170. Philodendron dussii Engl.
171. Philodendron dwyeri Croat
172. Philodendron dyscarpium R.E.Schult.
173. Philodendron eburneum K.Krause
174. Philodendron ecordatum Schott
175. Philodendron edmundoi G.M.Barroso
176. Philodendron edwinii Croat & Marco Correa
177. Philodendron effusilobum Croat
178. Philodendron elaphoglossoides Schott
179. Philodendron elegans K.Krause
180. Philodendron elegantulum Croat & Grayum
181. Philodendron ellipticum Engl.
182. Philodendron englerianum Steyerm.
183. Philodendron ensifolium Croat & Grayum
184. Philodendron ernestii Engl.
185. Philodendron erubescens K.Koch & Augustin
186. Philodendron escuintlense Matuda
187. Philodendron esmeraldense Croat
188. Philodendron exile G.S.Bunting
189. Philodendron eximium Schott
190. Philodendron fendleri K.Krause
191. Philodendron ferrugineum Croat
192. Philodendron fibraecataphyllum M.M.Mora & Croat
193. Philodendron fibrillosum Poepp. & Endl.
194. Philodendron fibrosum Sodiro ex Croat
195. Philodendron findens Croat & Grayum
196. Philodendron flumineum E.G.Gonç.
197. Philodendron follii Nadruz
198. Philodendron folsomii Croat
199. Philodendron fortunense Croat
200. Philodendron fosteri Croat
201. Philodendron fragile Nadruz & Mayo
202. Philodendron fragrantissimum (Hook.) Kunth
203. Philodendron fraternum Schott
204. Philodendron furcatum Croat & D.C.Bay
205. Philodendron galotipazii Croat
206. Philodendron gardeniodorum Croat, D.P.Hannon & Delannay
207. Philodendron genevieveanum Croat
208. Philodendron geniculatum Bogner & Croat
209. Philodendron giganteum Schott
210. Philodendron gigas Croat
211. Philodendron glanduliferum Matuda
212. Philodendron glaziovii Hook.fil.
213. Philodendron gloriosum André
214. Philodendron gonzalezii Grayum
215. Philodendron grahamii Croat
216. Philodendron grandifolium (Jacq.) Schott
217. Philodendron grandipes K.Krause
218. Philodendron granulare Croat
219. Philodendron graveolens Engl.
220. Philodendron grayumii Croat
221. Philodendron grazielae Bunting
222. Philodendron grenandii Croat
223. Philodendron gribianum Croat
224. Philodendron guadalupense Croat
225. Philodendron guadarramanum Diaz Jim., Croat & Aguilar-Rodr.
226. Philodendron guaiquinimae G.S.Bunting
227. Philodendron gualeanum Engl.
228. Philodendron guianense Croat & Grayum
229. Philodendron guizaense Croat
230. Philodendron guttiferum Kunth
231. Philodendron hammelii Croat
232. Philodendron hannoniae Croat
233. Philodendron hastatum K.Koch & Sello
234. Philodendron hatschbachii Nadruz & Mayo
235. Philodendron hebetatum Croat
236. Philodendron hederaceum (Jacq.) Schott
237. Philodendron helenae Croat
238. Philodendron henry-pittieri G.S.Bunting
239. Philodendron herbaceum Croat & Grayum
240. Philodendron herthae K.Krause
241. Philodendron heterocraspedon Croat & D.C.Bay
242. Philodendron heterophyllum Poepp. & Endl.
243. Philodendron heteropleurum K.Krause
244. Philodendron hiberisiccans Croat & D.C.Bay
245. Philodendron holstii G.S.Bunting
246. Philodendron holtonianum Schott
247. Philodendron hooveri Croat & Grayum
248. Philodendron hopkinsianum M.L.Soares & Mayo
249. Philodendron houlletianum Engl.
250. Philodendron huanucense Engl.
251. Philodendron huashikatii Croat
252. Philodendron huaynacapacense Croat
253. Philodendron hughclarkei Croat
254. Philodendron humile E.G.Gonç.
255. Philodendron hyalinum Croat
256. Philodendron hylaeae G.S.Bunting
257. Philodendron ichthyoderma Croat & Grayum
258. Philodendron imbe Schott
259. Philodendron immixtum Croat
260. Philodendron inaequilaterum Liebm.
261. Philodendron inconcinnum Schott
262. Philodendron inops Schott
263. Philodendron insigne Schott
264. Philodendron jacquinii Schott
265. Philodendron jefense Croat
266. Philodendron jimenae Croat
267. Philodendron joaosilvae Croat, A.Cardoso & Moonen
268. Philodendron jodavisianum Bunting
269. Philodendron jonkerorum Croat
270. Philodendron josefinense Croat
271. Philodendron juninense Engl.
272. Philodendron kaieteurense Croat
273. Philodendron kautskyi G.S.Bunting
274. Philodendron killipii K.Krause
275. Philodendron knappiae Croat
276. Philodendron krauseanum Steyerm.
277. Philodendron kressii Croat
278. Philodendron kroemeri Croat
279. Philodendron krugii Engl.
280. Philodendron lacerum (Jacq.) Schott
281. Philodendron laticiferum Croat & M.M.Mora
282. Philodendron latifolium K.Koch
283. Philodendron lazorii Croat
284. Philodendron lechlerianum Schott
285. Philodendron lehmannii Engl.
286. Philodendron lemae G.S.Bunting
287. Philodendron lemorae Croat
288. Philodendron lentii Croat & Grayum
289. Philodendron leucanthum K.Krause
290. Philodendron lewisii Croat & Grayum
291. Philodendron leyvae García-Barr.
292. Philodendron liesneri G.S.Bunting
293. Philodendron ligulatum Schott
294. Philodendron lindenianum Wallis
295. Philodendron lindenii Schott
296. Philodendron linganii Croat
297. Philodendron linguifolium Schott
298. Philodendron lingulatum (L.) K.Koch
299. Philodendron linnaei Kunth
300. Philodendron llanense T.B.Coat
301. Philodendron loefgrenii Engl.
302. Philodendron longilaminatum Schott
303. Philodendron longilobatum Sakur.
304. Philodendron longilobum M.M.Mora & Croat
305. Philodendron longipedunculatum Croat & M.M.Mora
306. Philodendron longipes Engl.
307. Philodendron longirrhizum M.M.Mora & Croat
308. Philodendron longistilum K.Krause
309. Philodendron luisae Calazans
310. Philodendron lupinum E.G.Gonç. & J.B.Carvalho
311. Philodendron luteonervium Croat
312. Philodendron luxurians Croat, D.P.Hannon & R.Kaufmann
313. Philodendron lynnhannoniae Croat
314. Philodendron macarenense Croat
315. Philodendron macroglossum Schott
316. Philodendron macropodum K.Krause
317. Philodendron maculatum K.Krause
318. Philodendron madronense Croat
319. Philodendron magnum Croat
320. Philodendron maguirei G.S.Bunting
321. Philodendron malesevichiae Croat
322. Philodendron mamei André
323. Philodendron mansellii Croat
324. Philodendron marahuacae G.S.Bunting
325. Philodendron marcocorreanum Croat, M.M.Mora & Edwin Trujillo
326. Philodendron maroae G.S.Bunting
327. Philodendron martianum Engl.
328. Philodendron martinezii Croat & O.Ortiz
329. Philodendron martinii Schott
330. Philodendron mashpiense Croat
331. Philodendron mathewsii Schott
332. Philodendron mawarinumae G.S.Bunting
333. Philodendron maximum K.Krause
334. Philodendron mayoi E.G.Gonç.
335. Philodendron mazorcalense Croat
336. Philodendron mcphersonii Croat
337. Philodendron mediavaginatum Croat & Grayum
338. Philodendron meieri Croat
339. Philodendron melanochrysum Linden & André
340. Philodendron melanoneuron Croat
341. Philodendron melanum Croat
342. Philodendron melinonii Brongn. ex Regel
343. Philodendron melloi Irume & M.L.Soares
344. Philodendron membranaceum Poepp. & Endl.
345. Philodendron mendozae Croat
346. Philodendron mentiens Croat & Delannay
347. Philodendron meraense Croat
348. Philodendron merenbergense Croat
349. Philodendron meridense G.S.Bunting
350. Philodendron meridionale Buturi & Sakur.
351. Philodendron merizaldense Croat
352. Philodendron mesae G.S.Bunting
353. Philodendron mesayense Croat
354. Philodendron mexicanum Engl.
355. Philodendron micranthum Poepp. ex Schott
356. Philodendron microstictum Standl. & L.O.Williams
357. Philodendron millerianum Nadruz & Sakur.
358. Philodendron minarum Engl.
359. Philodendron misahualliense Croat & Cerón
360. Philodendron missionum (Hauman) Hauman
361. Philodendron modestum Schott
362. Philodendron monsalveae Croat & D.C.Bay
363. Philodendron montanum Engl.
364. Philodendron monteagudoi Croat
365. Philodendron montemariense Croat, J.J.Percy & Carrascal
366. Philodendron moonenii Croat
367. Philodendron morii Croat
368. Philodendron multinerve G.S.Bunting
369. Philodendron multispadiceum Engl.
370. Philodendron muricatum Schott
371. Philodendron musifolium Engl.
372. Philodendron myrmecophilum Engl.
373. Philodendron nadruzianum Sakur.
374. Philodendron nanegalense Engl.
375. Philodendron nangaritense Croat
376. Philodendron narinoense Croat
377. Philodendron nebulense G.S.Bunting
378. Philodendron nechodomae Britton
379. Philodendron nievense Croat
380. Philodendron nigrifactum Croat
381. Philodendron ninoanum Croat & D.C.Bay
382. Philodendron niqueanum Croat
383. Philodendron nullinervium E.G.Gonç.
384. Philodendron oblanceolatum Croat & D.C.Bay
385. Philodendron obliquifolium Engl.
386. Philodendron oblongum (Vell.) Kunth
387. Philodendron obtusilobum Miq.
388. Philodendron ochrostemon Schott
389. Philodendron oligospermum Engl.
390. Philodendron opacum Croat & Grayum
391. Philodendron orionis G.S.Bunting
392. Philodendron ornatum Schott
393. Philodendron ovatoluteum Croat
394. Philodendron pachycaule K.Krause
395. Philodendron pachyphyllum K.Krause.
396. Philodendron palaciosii Croat & Grayum
397. Philodendron palmicola Croat
398. Philodendron paloraense Croat
399. Philodendron pambilarense Croat
400. Philodendron panamense K.Krause
401. Philodendron panduriforme (Kunth) Kunth
402. Philodendron parvidactylum Croat
403. Philodendron parvilobum Croat
404. Philodendron pastazanum K.Krause
405. Philodendron patriciae Croat
406. Philodendron paucinervium Croat
407. Philodendron paxianum K.Krause
408. Philodendron pedatum (Hook.) Kunth
409. Philodendron pedunculum Croat & Grayum
410. Philodendron peperomioides G.S.Bunting
411. Philodendron peraiense G.S.Bunting
412. Philodendron perplexum G.S.Bunting
413. Philodendron phlebodes G.S.Bunting
414. Philodendron picoranense Croat
415. Philodendron pierrelianum Scherber., Croat, M.M.Mora & G.Ferry
416. Philodendron pimichinese G.S.Bunting
417. Philodendron pinnatifidum (Jacq.) Schott
418. Philodendron pinnatilobum Engl.
419. Philodendron pipolyi Croat
420. Philodendron pirrense Croat
421. Philodendron placidum Schott
422. Philodendron planadense Croat
423. Philodendron platypetiolatum Madison
424. Philodendron platypodum Gleason
425. Philodendron pogonocaule Madison
426. Philodendron pokigronense Croat
427. Philodendron polliciforme Croat & D.C.Bay
428. Philodendron popenoei Standl. & Steyerm.
429. Philodendron populneum K.Koch ex Schott
430. Philodendron prancei Croat
431. Philodendron profundisulcatum Croat
432. Philodendron prominulinervium Croat
433. Philodendron propinquum Schott
434. Philodendron pseudauriculatum Croat
435. Philodendron pseudoundulatum A.Grau
436. Philodendron pseudoverrucosum Croat
437. Philodendron pteropus Mart. ex Engl.
438. Philodendron pterotum K.Koch & Augustin
439. Philodendron puhuangii Croat
440. Philodendron pulchellum Engl.
441. Philodendron pulchrum G.M.Barroso
442. Philodendron purpureoviride Engl.
443. Philodendron purulhense Croat
444. Philodendron pusillum E.G.Gonç. & Bogner
445. Philodendron quelalii Croat & Mines
446. Philodendron quinquelobum K.Krause
447. Philodendron quitense Engl.
448. Philodendron radiatum Schott
449. Philodendron rayanum Croat & Grayum
450. Philodendron recurvifolium Schott
451. Philodendron remifolium R.E.Schult.
452. Philodendron renauxii Reitz
453. Philodendron reticulatum Grayum
454. Philodendron revillanum Croat
455. Philodendron rheophyticum Buturi & Temponi
456. Philodendron rhizomatosum Sakur. & Mayo
457. Philodendron rhodoaxis G.S.Bunting
458. Philodendron rhodospathiphyllum Croat & D.C.Bay
459. Philodendron rhodospermum Calazans & Sakur.
460. Philodendron ricardoi E.G.Gonç.
461. Philodendron ricaurtense Croat
462. Philodendron rigidifolium K.Krause
463. Philodendron rimachii Croat
464. Philodendron riparium Engl.
465. Philodendron robustum Schott
466. Philodendron rodrigueziae Croat & Grayum
467. Philodendron rojasianum Standl. & Steyerm.
468. Philodendron romeroi Grayum
469. Philodendron roraimae K.Krause
470. Philodendron roseocataphyllum Croat & M.M.Mora
471. Philodendron roseopetiolatum Nadruz & Mayo
472. Philodendron roseospathum Croat
473. Philodendron rothschuhianum (Engl. & Krause) Croat & Grayum
474. Philodendron rotundatum Engl.
475. Philodendron rubioi Croat
476. Philodendron rubrijuvenile Croat & R.Kaufmann
477. Philodendron rubrocinctum Engl.
478. Philodendron rubromaculatum Croat & D.C.Bay
479. Philodendron rudgeanum Schott
480. Philodendron rugapetiolatum Croat & M.M.Mora
481. Philodendron rugosum Bogner & G.S.Bunting
482. Philodendron ruizii Schott
483. Philodendron ruthianum Nadruz
484. Philodendron sabaletense Croat
485. Philodendron sagittifolium Liebm.
486. Philodendron samayense G.S.Bunting
487. Philodendron samudioense Croat & O.Ortiz
488. Philodendron sanmarcoense Croat
489. Philodendron santodominguense G.S.Bunting
490. Philodendron scalarinerve Croat & Grayum
491. Philodendron scherberichii Croat & M.M.Mora
492. Philodendron schmidtiae Croat & Cerón
493. Philodendron schottianum H.Wendl. ex Schott
494. Philodendron schottii K.Koch
495. Philodendron scitulum G.S.Bunting
496. Philodendron scottmorianum Croat & Moonen
497. Philodendron seguine Schott
498. Philodendron senatocarpium Madison
499. Philodendron serpens Hook.fil.
500. Philodendron sharoniae Croat
501. Philodendron silverstonei Croat
502. Philodendron simmondsii Mayo
503. Philodendron simonianum Sakur.
504. Philodendron simsii (Hook.) Sweet
505. Philodendron simulans G.S.Bunting
506. Philodendron smithii Engl.
507. Philodendron sonderianum Schott
508. Philodendron sousae Croat
509. Philodendron sparreorum Croat
510. Philodendron sphalerum Schott
511. Philodendron spiritus-sancti G.S.Bunting
512. Philodendron splitgerberi Schott
513. Philodendron spruceanum G.S.Bunting
514. Philodendron squamicaule Croat & Grayum
515. Philodendron squamiferum Poepp. & Endl.
516. Philodendron squamipetiolatum Croat
517. Philodendron standleyi Grayum
518. Philodendron stenophyllum K.Krause
519. Philodendron steyermarkii G.S.Bunting
520. Philodendron straminicaule Croat
521. Philodendron striatum Croat & D.C.Bay
522. Philodendron strictum G.S.Bunting
523. Philodendron suberosum Croat & D.C.Bay
524. Philodendron subhastatum Engl. & K.Krause
525. Philodendron subincisum Schott
526. Philodendron sucrense G.S.Bunting
527. Philodendron sulcatum K.Krause
528. Philodendron sulcicaule Croat & Grayum
529. Philodendron surinamense (Miq. ex Schott) Engl.
530. Philodendron swartiae Croat
531. Philodendron tachirense G.S.Bunting
532. Philodendron tarmense Engl.
533. Philodendron tatei K.Krause
534. Philodendron tenue K.Koch & Augustin
535. Philodendron tenuipes Engl.
536. Philodendron tenuispadix E.G.Gonç.
537. Philodendron teretipes Sprague
538. Philodendron thalassicum Croat & Grayum
539. Philodendron thaliifolium Schott
540. Philodendron theofiloanum Calazans
541. Philodendron tortum M.L.Soares & Mayo
542. Philodendron toshibae M.L.Soares & Mayo
543. Philodendron traunii Engl.
544. Philodendron triangulare G.S.Bunting
545. Philodendron tricostatum Croat & D.C.Bay
546. Philodendron tripartitum (Jacq.) Schott
547. Philodendron triplum G.S.Bunting
548. Philodendron trojitense Croat & D.C.Bay
549. Philodendron trujilloi G.S.Bunting
550. Philodendron tuerckheimii Grayum
551. Philodendron tysonii Croat
552. Philodendron ubigantupense Croat
553. Philodendron uleanum Engl.
554. Philodendron urraoense Croat
555. Philodendron ushanum Croat & Moonen
556. Philodendron utleyanum Croat
557. Philodendron validinervium Engl.
558. Philodendron vargealtense Sakur.
559. Philodendron variifolium Schott
560. Philodendron venosum (Willd.) Croat
561. Philodendron ventricosum Madison
562. Philodendron venulosum Croat & D.C.Bay
563. Philodendron venustifoliatum E.G.Gonç. & Mayo
564. Philodendron venustum G.S.Bunting
565. Philodendron verapazense Croat
566. Philodendron verrucapetiolum Croat
567. Philodendron verrucosum Mathews ex Schott
568. Philodendron victoriae G.S.Bunting
569. Philodendron vinaceum G.S.Bunting
570. Philodendron wadedavisii Croat
571. Philodendron warscewiczii K.Koch & Bouché
572. Philodendron weberbaueri Engl.
573. Philodendron wendlandii Schott
574. Philodendron werkhoveniae Croat
575. Philodendron werneri Croat
576. Philodendron wilburii Croat & Grayum
577. Philodendron wittianum Engl.
578. Philodendron woronowii K.Krause
579. Philodendron wullschlaegelii Schott
580. Philodendron wurdackii G.S.Bunting
581. Philodendron yavitense G.S.Bunting
582. Philodendron yutajense G.S.Bunting
583. Philodendron zhuanum Croat
584. Philodendron ×lucasiorum Croat & Moonen